# Стенешть (Бакеу)
Стенешть, Стенешті (рум. Stănești) — село у повіті Бакеу в Румунії. Входить до складу комуни Меджирешть.
Село розташоване на відстані 234 км на північ від Бухареста, 30 км на захід від Бакеу, 106 км на південний захід від Ясс, 120 км на північний схід від Брашова.

## Населення
За даними перепису населення 2002 року у селі проживали 914 осіб, з них 912 осіб (99,8%) румунів. Усі жителі села рідною мовою назвали румунську.